# Lascaris War Rooms
Lascaris War Rooms – podziemny kompleks tuneli i pomieszczeń w Valletcie na Malcie, gdzie mieściła się wojenna kwatera główna, z której kierowano obroną wyspy podczas II wojny światowej. Pomieszczenia używane były później przez NATO, dziś są dostępne dla publiczności jako muzeum. Obiekt jest zabytkiem i został wpisany w rejestr dziedzictwa National Inventory of the Cultural Property of the Maltese Islands pod numerem 00048. Kompleks znajduje się głęboko w skale, pod bastionami Saint James Cavalier i Saint John’s Cavalier oraz 150 stóp (45 metrów) pod Upper Barrakka Gardens i Saluting Battery.

## Historia
Po przystąpieniu Włoch do II wojny światowej w 1940 roku, Brytyjczycy poczuli potrzebę utworzenia scentralizowanej siedziby operacyjnej, z której można było skoordynować obronę wyspy, jak również wykorzystywać do przechwytywania komunikacji wroga i ewentualnie prowadzić operacje przeciwko wrogim konwojom skierowanym do Afryki. Budowa obiektu była konieczna, ponieważ bastiony Saint James Cavalier i Saint John’s Cavalier były narażone na naloty bombowe. Pod bastionami, w skale zostały wykute pomieszczenia i połączone zostały z wcześniej istniejącą siecią tuneli – tak aby obiekt był odporny na naloty bombowe. Kompleks rozpoczął działalność w 1943 roku. Miejsce wzięło swoją nazwę od pobliskiej baterii/fortu Lascaris, która sama była nazwana na cześć wielkiego mistrza Juana de Lascaris.
Lascaris War Rooms zawierały pokoje operacyjne dla każdej służby militarnej, skąd były koordynowane działania obronne Malty, oraz inne operacje militarne na Morzu Śródziemnym. Kwatera Główna w Lascaris miała bezpośrednie połączenie ze stacjami radarowymi dokoła Wysp Maltańskich, wyposażona była w maszyny szyfrujące „Type X”. Połączenia do nich prowadziły z Navy Plotting Room (Sala Operacji Morskich), Anti-Aircraft Guns Operations Room (Sala Operacji Przeciwlotniczych) był odpowiedzialny za powietrzną obronę wyspy. W Coast Defence Room (Sala Obrony Wybrzeża) planowane były działania na wypadek inwazji morskiej, Filter Room (Sala Filtrów) wyświetlał informacje otrzymane różnych miejsc, w tym stacji morskiej w Zajeździe Kastylijskim.

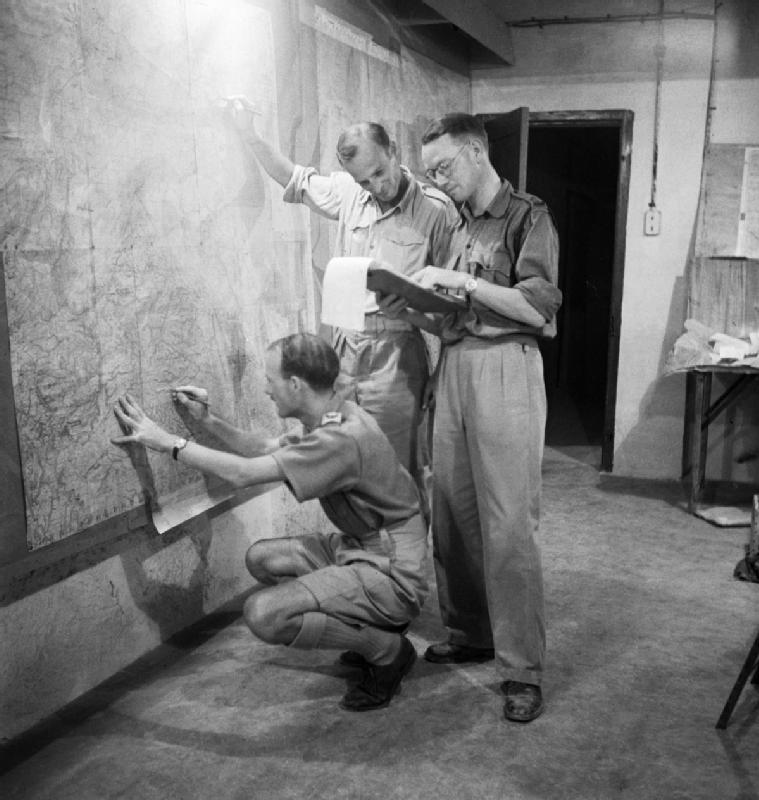
Brytyjscy oficerowie oznaczają pozycje na dużych planszach ściennych (Operacja Husky – inwazja na Sycylię)

Lascaris był główną kwaterą aliantów, z której generał Eisenhower wraz z admirałem Cunninghamem, marszałkiem polnym Montgomerym oraz marszałkiem lotnictwa Tedderem kierowali operacją Husky – inwazją aliantów na Sycylię w 1943 roku.
Podczas wojny w podziemiach Lascaris pracowało około 1000 osób, w tym 240 żołnierzy. Po wojnie kompleks został kwaterą główną Brytyjskiej Floty Śródziemnomorskiej Royal Navy. Grała ona aktywną rolę podczas kryzysu sueskiego w 1956 roku, a w 1962 roku podczas kryzysu kubańskiego, kiedy obawiano się radzieckiego ataku rakietowego przeciwko Malcie, została wprowadzona w stan pełnej gotowości bojowej.
W 1967 roku kompleks został przejęty przez NATO, w celu używania jako strategiczne Centrum Komunikacyjne do przechwytywania radzieckich okrętów podwodnych na Morzu Śródziemnym. Pełnił tę rolę aż do zamknięcia w roku 1977, kiedy to NATO przesunęło swoje centrum operacyjne do Włoch.

## Współcześnie
Kompleks, wyleasingowany prywatnej osobie w 1992 roku, został odnowiony i otwarty dla publiczności. Zamknięto go w 2005 roku, lecz został przekazany Fondazzjoni Wirt Artna, Malta Heritage Trust w 2009 roku i znów otwarty dla zwiedzających. Odnowa rozpoczęła się wkrótce potem, i jest prawie skończona. Po jej zakończeniu planuje się, że Lascaris War Rooms będą częścią Military Heritage Park, w skład którego wejdzie też NATO Command Centre, Przeciwstraż św. Piotra i Pawła, Saluting Battery oraz krypta byłej kaplicy garnizonowej.

## Galeria

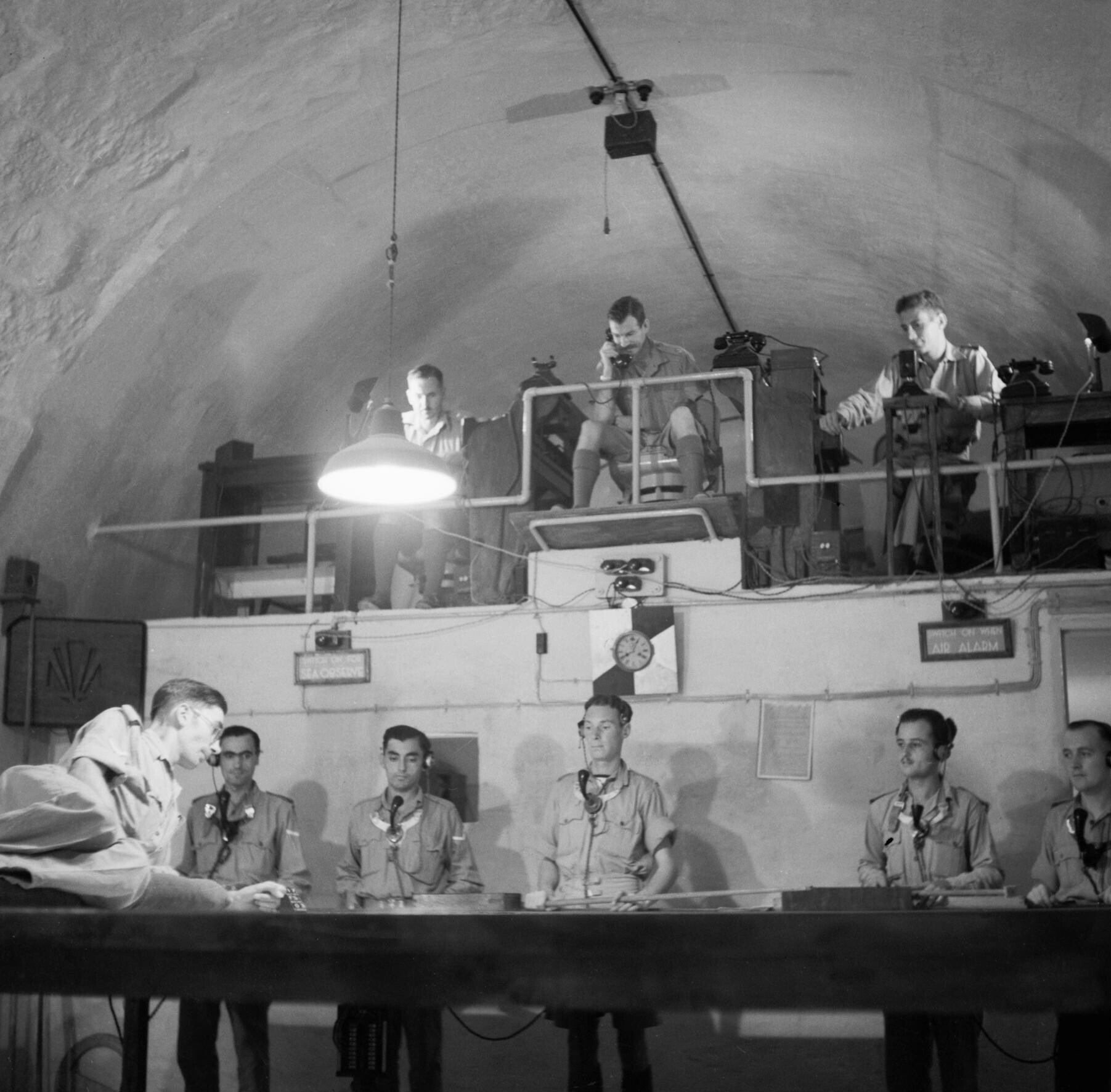
Sala Obrony Wybrzeża podczas II wojny światowej
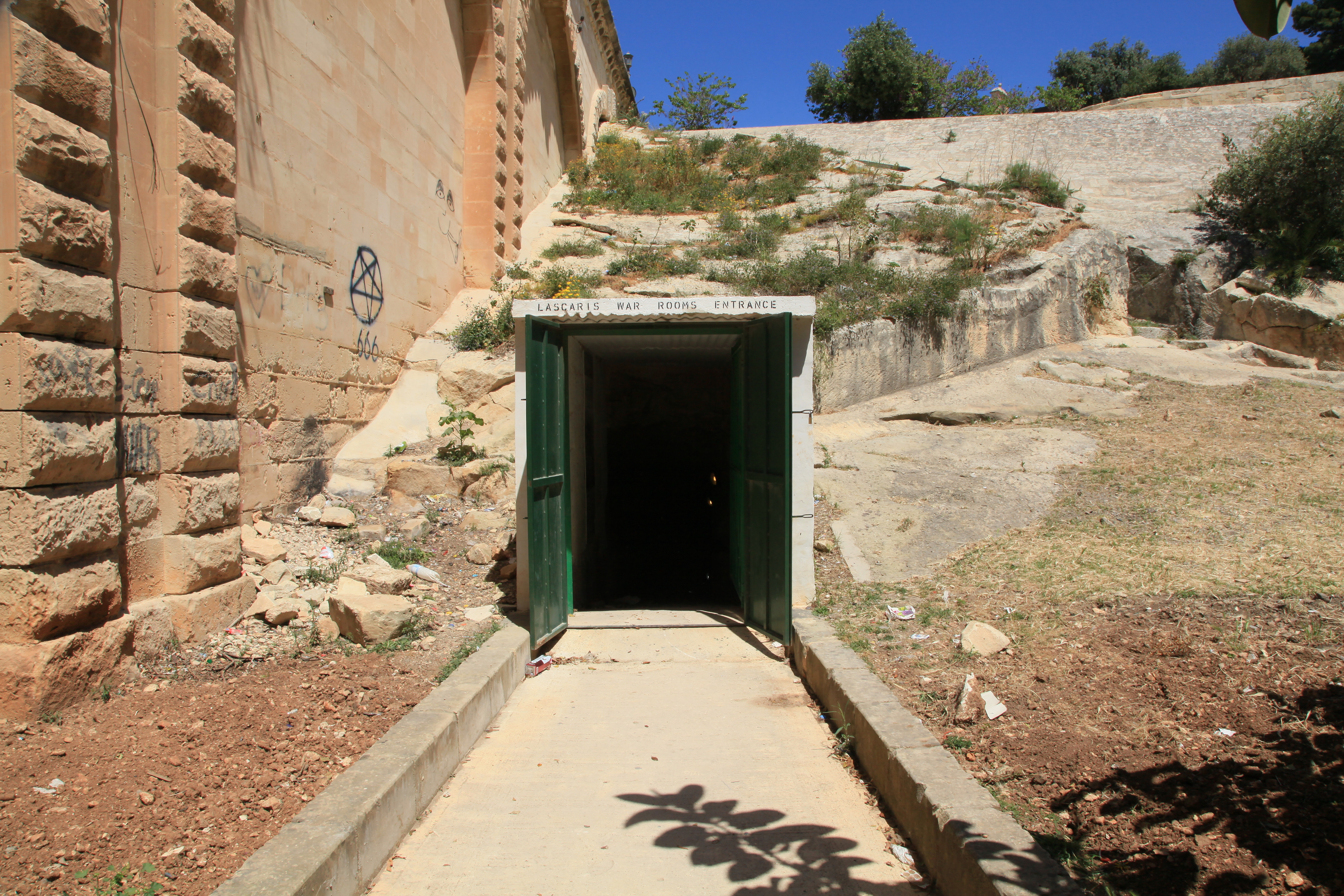
Wejście do War Rooms w St. James Ditch (Fosa św. Jakuba)
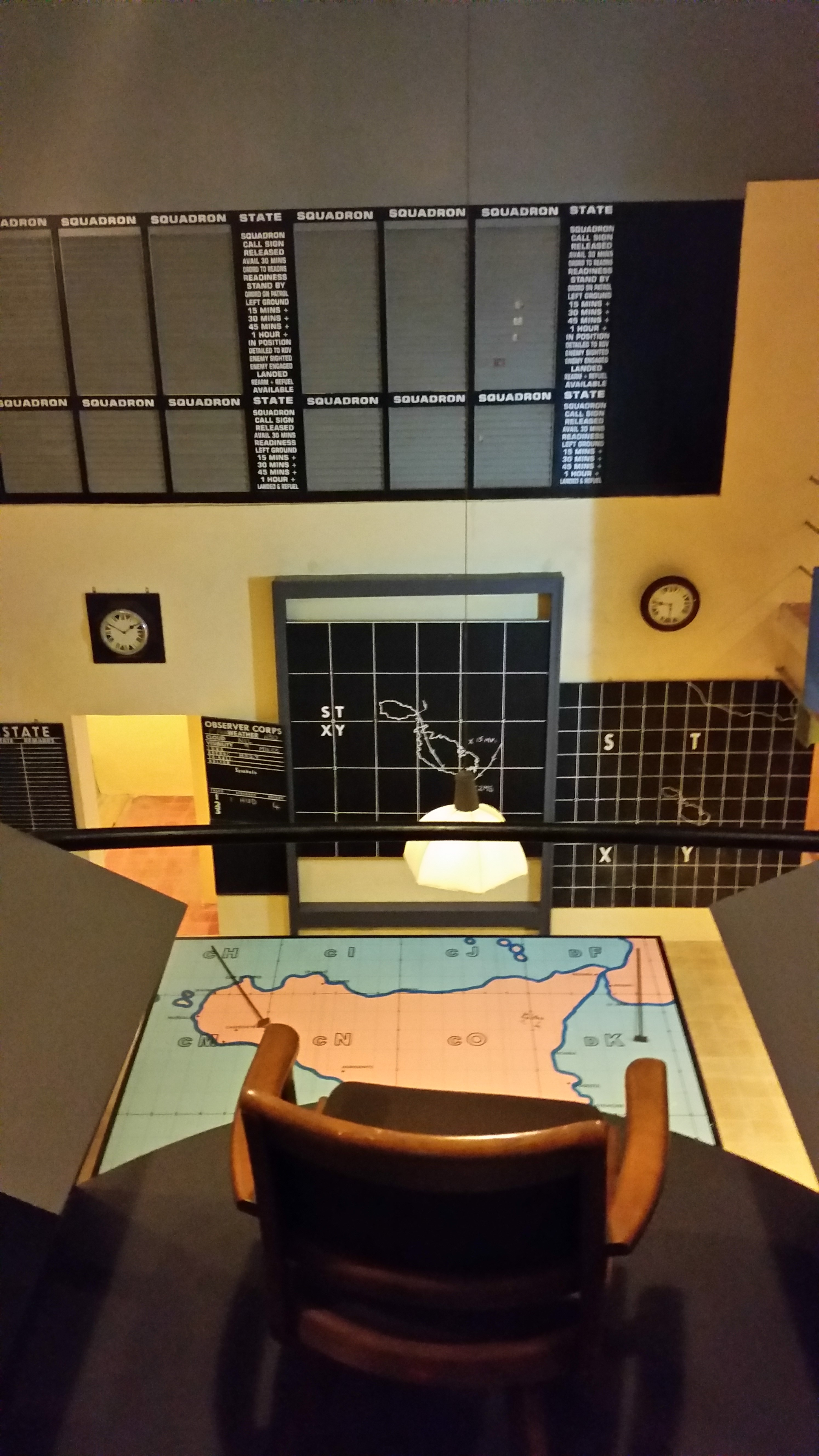
Lascaris War Rooms po odnowie
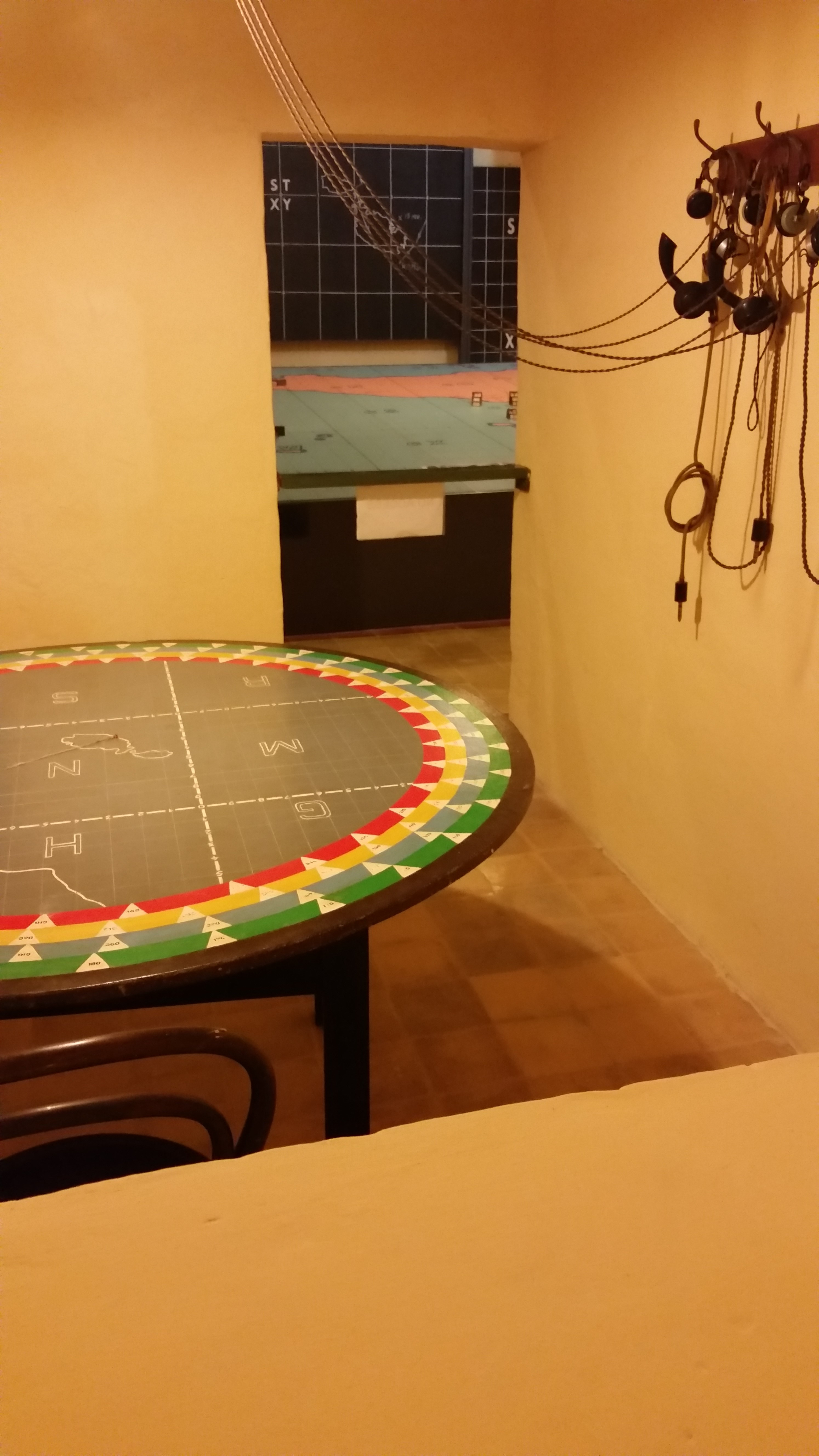
Sala Łączności
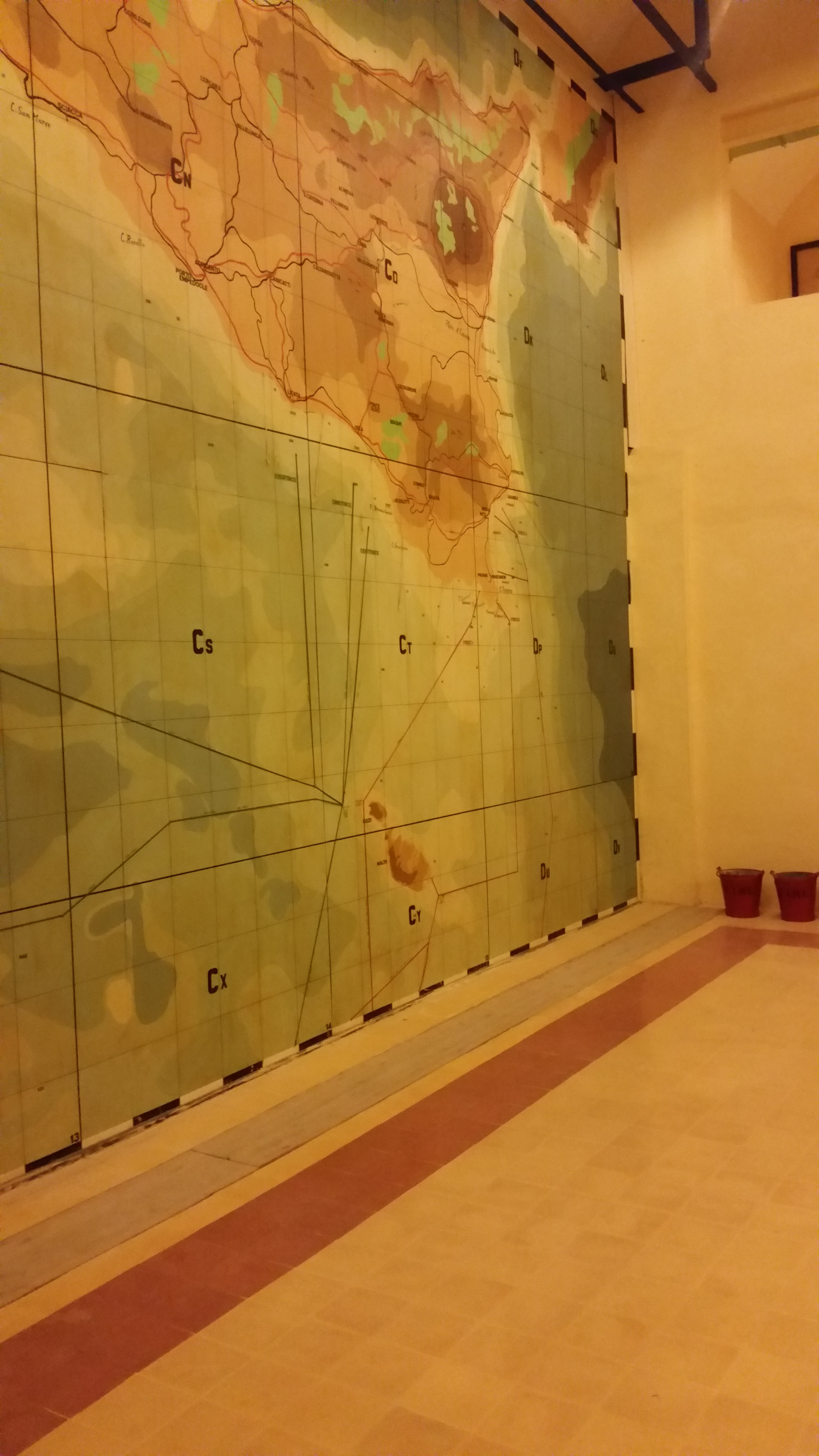
Mapa Sycylii
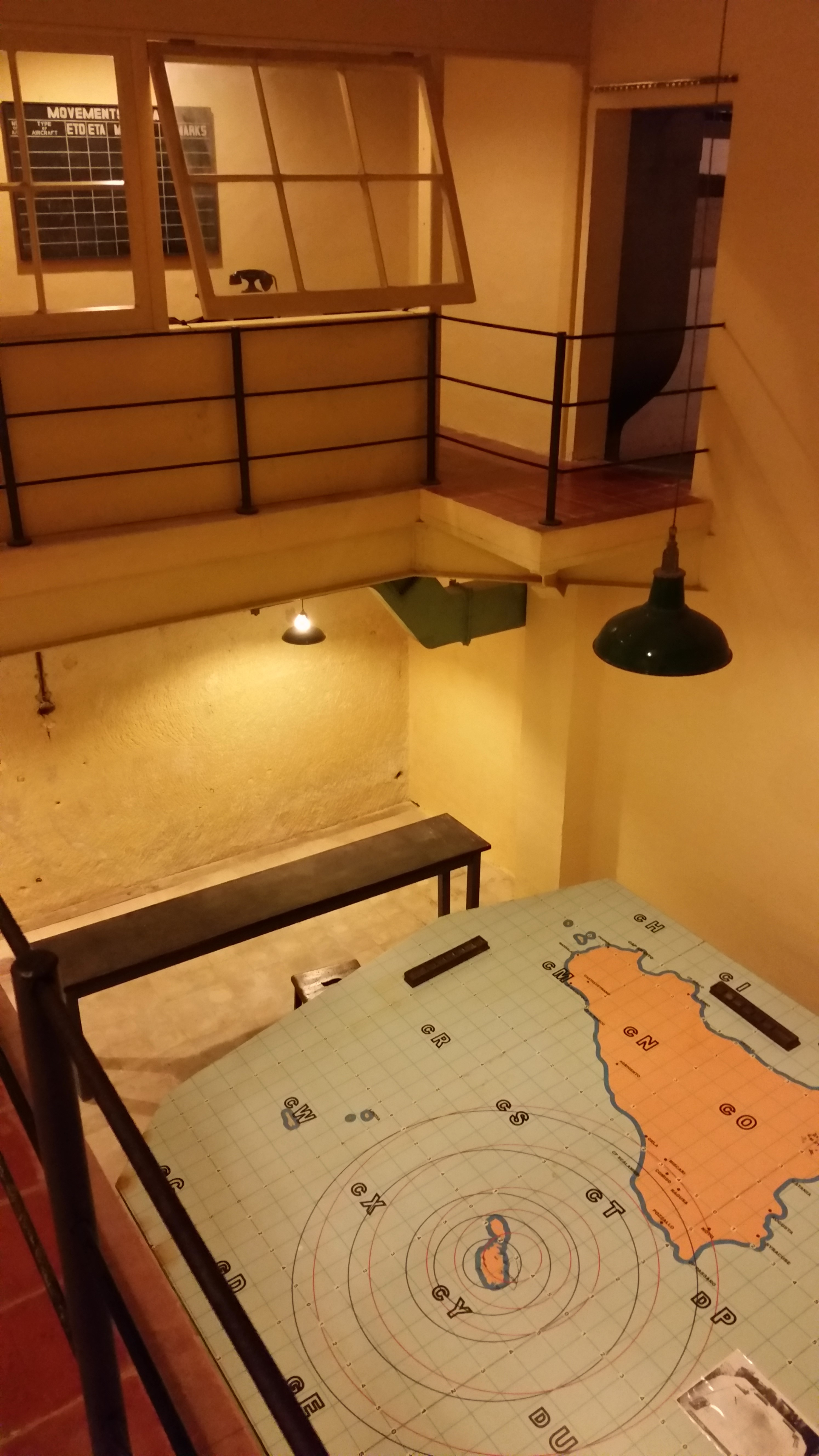
Sala z dodatkowymi mapami

## Literatura
- Joseph Bonnici, Michael Cassar: A chronicle of twentieth century Malta. Book distributors limited, Malta 2004, ISBN 99909-7227-3.
- Charles Stephenson: The Fortifications of Malta 1530–1945. Osprey Publishing Limited, Wellingborough 2004, ISBN 1-84176-693-3 (Osprey Fortress Series 16).
- Tony Spooner: Faith, Hope and Malta GC. Ground and Air Hereos of the George Cross Island. Grécy Publishing Limited, Manchester 2008, ISBN 978-0-907579-58-8.
- Peter Elliott: The Cross and the Ensign. The Naval History of Malta, 1798–1979. Harper Collins Publishers, London 2009, ISBN 978-0-00-735288-3.